# Virvel

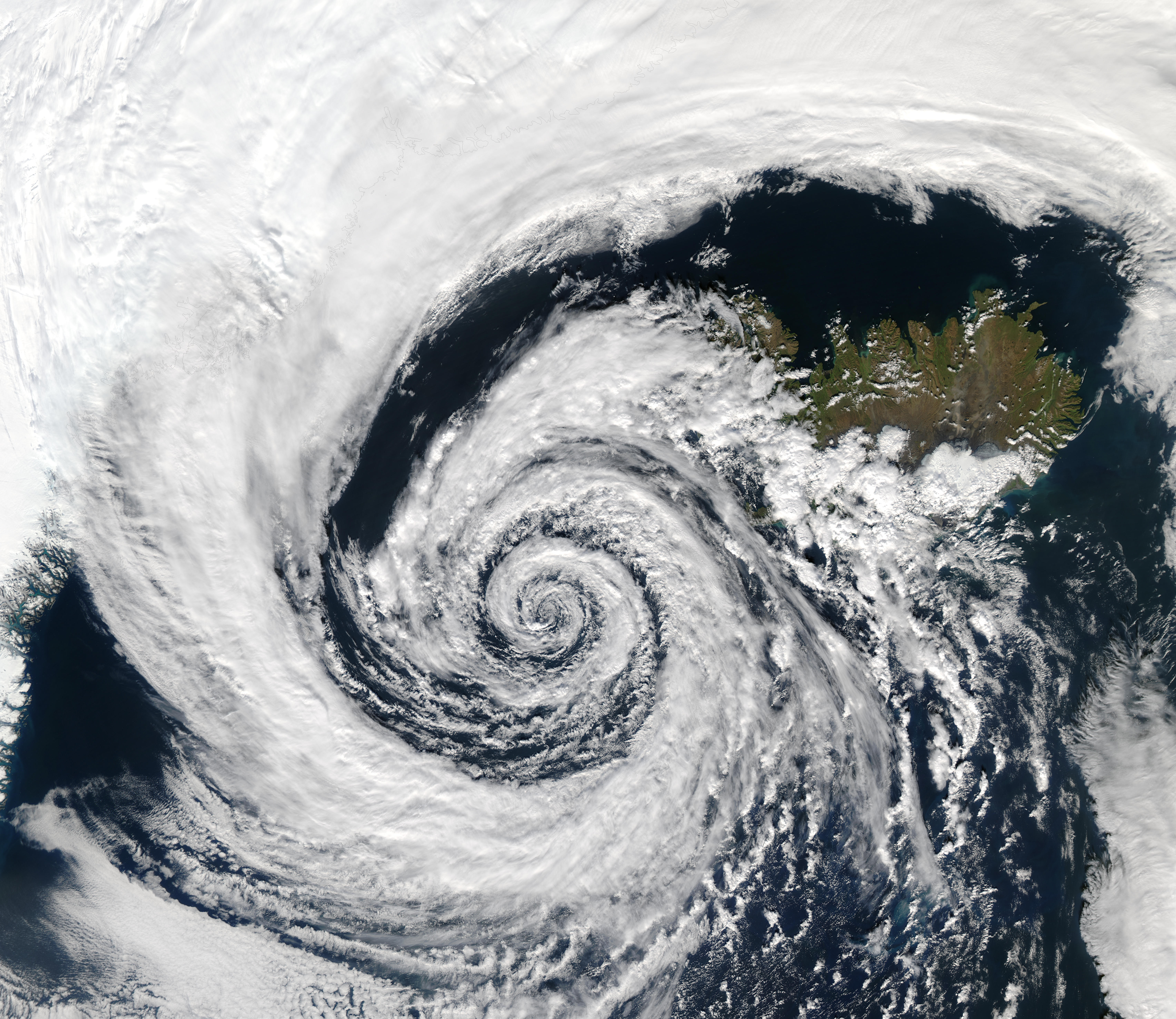
Ett lågtrycksområde över Island är en fri virvel i atmosfären som på grund av corioliskraften på norra halvklotet roterar moturs.

Virvel, latin vortex, är i strömningsmekanik en rotationsrörelse i en fluid. Virvlar kan utgöras av en så kallad fri virvel där enskild virvel underhålls energimässigt av en strömningskälla eller en sänka i virvelns centrum som då bildar en logaritmisk strömningsform.
Ett kaotiskt system av virvlar kallas turbulens.